# Vierde wand
De vierde wand is de voorkant van het toneel in de theaterwereld. De eerste drie wanden zijn de zijkanten en de achterkant van het toneel en de vierde wand is een denkbeeldige wand tussen het publiek en het podium. Het publiek kan door deze wand kijken naar de gebeurtenissen op het podium, maar voor de personages in het toneelstuk is het publiek onzichtbaar.

## Herkomst
Denis Diderot beschreef de vierde wand voor het eerst in Discours sur la poésie dramatique uit 1758: Denk niet meer aan de toeschouwer, doe alsof hij niet eens bestaat. Beeld je in dat er, op de rand van de scène, een hoge muur staat die je van de parterre scheidt. Doe alsof het doek nooit opging.
Pas later in de 19e eeuw toen het naturalisme zijn intrede deed in het theater werd de vierde wand regelmatig toegepast. Het naturalisme bracht toen een aantal belangrijke wijzigingen in de opvatting van toneel. Er werd vanaf dat moment naar een zo levensecht mogelijke voorstelling gestreefd, onder meer door de geschilderde decordoeken te vervangen door driedimensionale decorstukken en voorwerpen op het podium. Ook aan de wijze van spreken werden dingen veranderd. Voorheen waren acteurs gewend naar het publiek toe te spelen. Teksten werden als het ware voorgedragen aan de toeschouwers. Om tot geloofwaardigere scènes te komen, werd echter gekozen voor een andere aanpak. Acteurs begonnen het publiek te negeren en richtten hun teksten voortaan rechtstreeks tot een mede-acteur. Er werd geen direct contact meer gezocht met het publiek. Hierdoor ontstond als het ware een denkbeeldige muur tussen het publiek en de toneelspelers.
Deze wand werd door de introductie van de elektrische verlichting nog massiever, omdat de acteurs op het toneel, door het frontlicht uit de zaal, het publiek nauwelijks meer konden zien.

## Doorbreken
Het begrip vierde wand wordt ook gebruikt in andere vormen van fictie, zoals literatuur, film, televisie, radio, strips en videospellen. In die context komt de vierde wand vooral ter sprake als deze doorbroken wordt. Met het doorbreken van de vierde wand wordt de stijlvorm bedoeld waarbij een personage (of de acteur) zich ineens rechtstreeks tot het publiek wendt en daarmee erkent dat de realiteit die werd opgeroepen een illusie is. Het doorbreken van de vierde wand wordt soms gebruikt voor een komisch effect. Het is een voorbeeld van vervreemding.
Voorbeelden:
- In de film Pierrot le fou van Jean-Luc Godard doorbreekt Jean-Paul Belmondo de vierde wand.
- In de film Annie Hall van Woody Allen doorbreekt Woody Allen de vierde wand.
- In de film 24 Hour Party People doorbreekt Steven Coogan als Tony Wilson de vierde wand.
- In de televisieserie Saved by the Bell begint iedere aflevering met het doorbreken van de vierde wand tijdens een inleiding van hoofdpersonage Zack Morris (Mark-Paul Gosselaar). Daarna wordt de vierde wand in de meeste afleveringen nog meerdere malen doorbroken. Veel andere Amerikaanse komedieseries doen dit op een soortgelijke manier, zoals The Fresh Prince of Bel-Air en Malcolm in the Middle.
- In de Amerikaanse televisieserie House of Cards wordt de vierde wand geregeld doorbroken door protagonist Frank Underwood (Kevin Spacey).
- In de film Deadpool wordt de vierde wand doorbroken door Ryan Reynolds als Deadpool.
- In de televisiekomedie How I Met Your Mother wordt de vierde wand in een aflevering doorbroken door Cobie Smulders als Robin Scherbatsky.
- In het televisiedrama Het jaar van Fortuyn doorbreekt het personage Mat Herben, gespeeld door Fedja van Huêt, de vierde wand als verteller.
- In de Britse comedyserie Fleabag (2016-2019) richt de hoofdrolspeelster Phoebe Waller-Bridge zich herhaaldelijk tot de vierde wand